# Orobanche weberbaueri
Orobanche weberbaueri är en snyltrotsväxtart som beskrevs av Johannes Mattfeld. Orobanche weberbaueri ingår i släktet snyltrötter, och familjen snyltrotsväxter. Inga underarter finns listade i Catalogue of Life.